# Pimpinella cnidioides
Pimpinella cnidioides är en flockblommig växtart som beskrevs av Henry Harold Welch Pearson och H.Wolff. Pimpinella cnidioides ingår i släktet bockrötter, och familjen flockblommiga växter. Inga underarter finns listade i Catalogue of Life.